# Adrian Molina

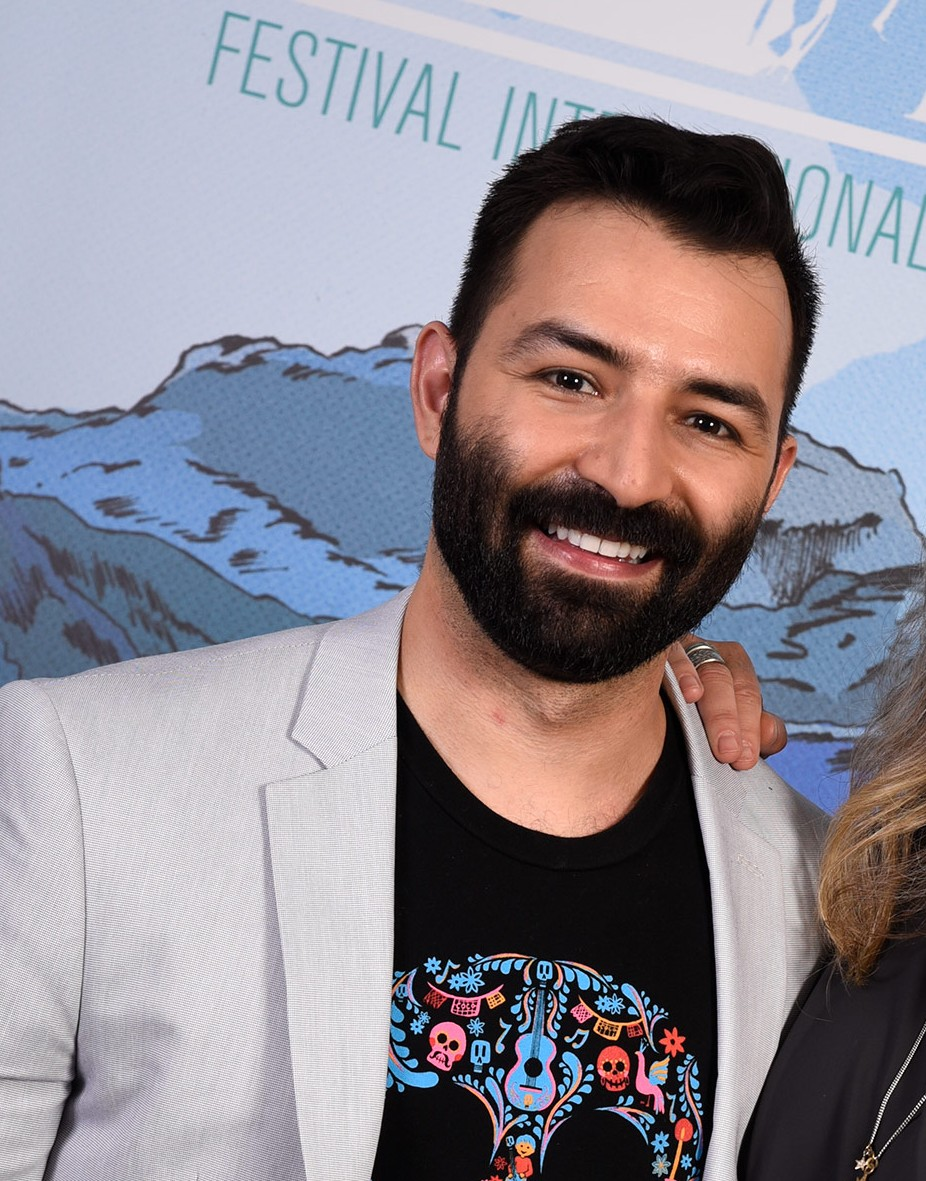
Adrian Molina

Adrian Molina (* 23. August 1985 in Yuba City, Kalifornien) ist ein US-amerikanischer Drehbuchautor im Animationsfilm.
Adrian Molina ist der Sohn einer Mexikanerin und wurde in Kalifornien geboren. Er besuchte das California Institute of the Arts und kam danach 2007 zum US-Animationsstudio Pixar. Zunächst war er als 2D-Animator für den Abspann bei Ratatouille eingesetzt, wechselte dann aber zur Storyboard-Abteilung. Hier wirkte er bei Toy Story 3 und Die Monster Uni mit. Seinen größten Einsatz hatte er bei Coco – Lebendiger als das Leben!, dort wurde er auch als Co-Regisseur zusammen mit Lee Unkrich eingesetzt.

## Filmografie (Auswahl)
- 2013: Die Monster Uni (Monsters University)
- 2015: Arlo & Spot (The Good Dinosaur)
- 2017: Coco – Lebendiger als das Leben! (Coco, +Co-Regie)
- 2020: Onward: Keine halben Sachen (Onward)